# Charles Gwathmey
Charles Gwathmey (Charlotte (Carolina del Norte), 19 de junio de 1938 - Nueva York, 3 de agosto de 2009), fue un arquitecto estadounidense. 
Gwathmey se había graduado en arquitectura en 1962 en la Universidad de Yale, y tuvo clientes famosos en el mundo del espectáculo como Steven Spielberg y Jerry Seinfeld. Como arquitecto de tendencia innovadora, participó en la renovación que llevó a cabo el Museo Guggenheim de Nueva York a principios de los 90, entre muchos otros proyectos. 

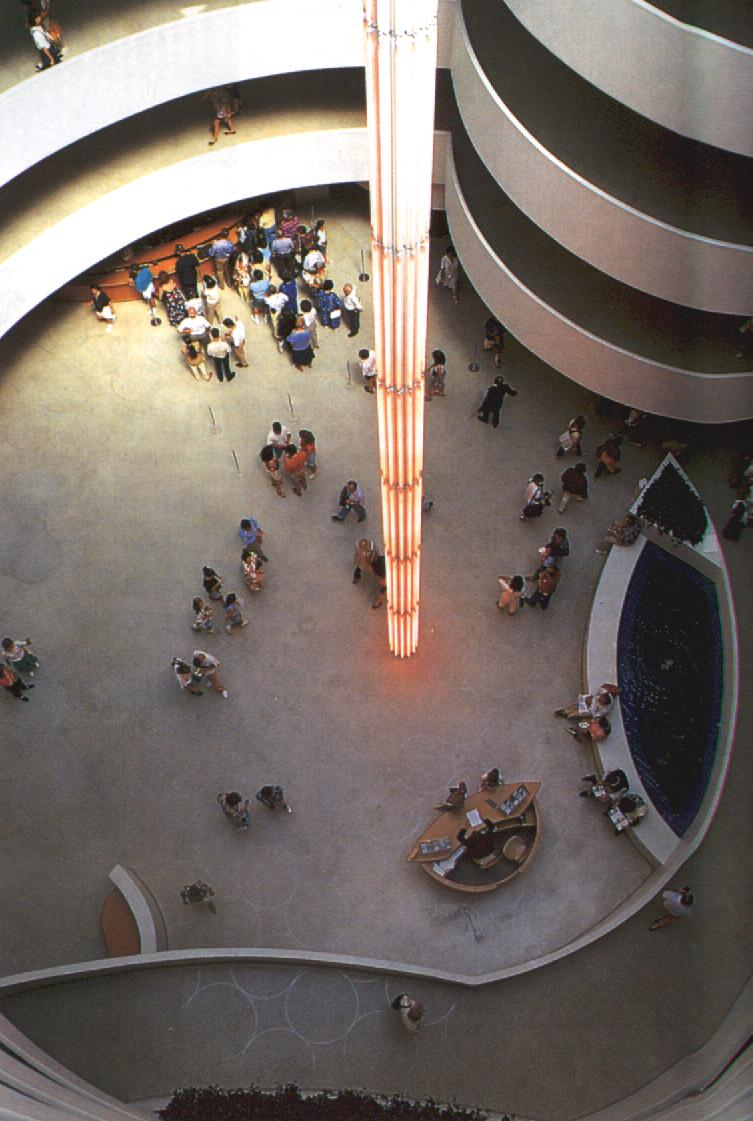
Detalle del Museo Guggenheim de Nueva York donde intervino Charles Gwathmey.

El 1968 creó en Nueva York el estudio Gwathmey Siegel & Associates, junto con Robert Siegel, que ha realizado numerosos diseños para viviendas residenciales y también para Museos y centros académicos.

## Edificio emblemático
Gwathmey ya causó sensación cuando, con apenas veinte años, diseñó una casa para sus padres, Robert y Rosalie, ambos artistas, en Long Island (Nueva York), que atraía la atención de numerosos visitantes por la combinación de cubos, triángulos y cilindros, y fue considerado como uno de los edificios más influyentes de la era moderna. 
El diseño es un proceso de descubrimiento, afirmaba Gwathmey, según se recoge en la página web del estudio que fundó, y donde se recuerda su amplia trayectoria profesional y docente, así como algunos los numerosos galardones que recibió por sus trabajos. 